# Тиффани (певица)
Тиффани Рене Дарвиш (англ. Tiffany Renee Darwish; род. 2 октября 1971), более известная как Тиффани — американская певица, кумир подростков конца 1980-х. Тиффани прославилась в 16 лет, после хита «I Think We're Alone Now», а также благодаря многочисленным выступлениям в торговых центрах Америки, принесших ей широкую известность. Однако на рубеже десятилетий карьера певицы пошла на спад.

## Биография
Тиффани родилась в 1971 году в семье Джеймса Роберта Дарвиша и Джени Уилсон (отец по происхождению ливанец, мать — из ирландских переселенцев и коренных американцев), но вскоре родители развелись. Тиффани росла с матерью и отчимом в Норуолке, Калифорния. Тиффани начала петь в трёхлетнем возрасте.

### Ранняя карьера
В 1981 году Тиффани впервые выступила на фестивале кантри-музыки с певцом Джеком Ривзом. Тогда она заработала 235 долларов, что стало её первым заработком.
Тиффани пела в клубе Лос-Анджелеса «El Palomino», где её заметил Хойт Экстон и его мать Мэй. Мэй пригласила её на шоу Ralph Emery в городе Нашвилл, Теннесси. Тиффани спела песни «Queen of Hearts» Джус Ньютон и «Your Good Girl’s Gonna Go Bad» Тэмми Винет.
В 1982 году Тиффани выступала в нескольких городах Аляски. В том же году её имя было на афишах вместе с именами Джерри Ли Льюиса и Джорджа Джонса. Тогда её менеджером был Джордж Тобин. В 1983 году её менеджером стал Рональд Кент Сарат.

### Контракт и слава
В 1984 году Тиффани подписала контракт с Джорджем Тобином, который услышал её демо. В 1985 году Тиффани участвовала в конкурсе Star Search, но заняла второе место. В 1986 году она подписала контракт, который давал Тобину полный контроль над её карьерой. Тогда она записала свой первый альбом на MCA Records. Одноимённый альбом «Tiffany» был выпущен в 1987 году. Первый сингл, Danny, не был раскручен, поэтому не появился в чартах. Позже она отправилась в тур по торговым центрам Америки (феномен тура по моллам был замечен прессой) под названием «The Beautiful You: Celebrating The Good Life Shopping Mall Tour '87». Тур начался в торговом центре Bergen в городе Парамес, Нью-Джерси. Второй сингл, кавер-версия песни Tommy James & the Shondells «I Think We’re Alone Now», возглавила чарт Billboard Hot 100 и принесла Тиффани известность. Через некоторое время Тиффани и Дебби Гибсон, другая популярная певица среди тинейджеров, оккупировали обложки подростковых журналов Tiger Beat и Teen Beat, а также канал MTV. В феврале 1988 года баллада «Could’ve Been» возглавила американский чарт. Кавер-версия песни «I Saw Him Standing There» и «Feelings of Forever» также пользовались популярностью с альбома, который был продан тиражом 4,1 млн копий. Тиффани стала самой молодой певицей, возглавившей чарт Billboard с дебютным альбомом. Позже певица пригласила группу New Kids on the Block выступать на разогреве. В то же время она встречалась с участником группы Джонатаном Найтом, но отношения не продлились долго из-за напряженного концертного графика.

## Упоминания в медиа
- В сериале «Голдберги» героиня Хэйли Оррантия хочет вручить демо кассету Тиффани на концерте в торговом центре.
- В эпизоде South Park «Кое-что, что можно сделать пальцем» Тиффани упоминается, когда речь идет о концерте в торговом центре.
- В эпизоде «Showmance» телесериала «Хор» директор школы говорит о выступлении хора: «Я не видел, чтобы ученики так радовались, с тех пор как Тиффани выступала в нашем торговом комплексе».
- В 2006 году канал VH1 поставил её на 21-е место в рейтинге «100 звездных подростков» (англ. 100 Greatest Teen Stars).
- В фильме «Третий лишний» похититель медвежонка Тэда Донни (Джованни Рибизи) танцует перед телевизором, по которому показывают клип на песню Тиффани «I Think We're Alone Now».
- В серии вкладышей датской жевательной резинки «MR. DJ» певица Tiffany числится под номером 1 (всего в серии 50 вкладышей-пластинок).
- В сериале «Как я встретил вашу маму» Tiffany  играет подругу Робин в клипе Робин Спаркл на песню "песчаные замки"

## Дискография

### Студийные альбомы
| Информация                                                                       | Наивысшие позиции | Наивысшие позиции | Наивысшие позиции | Наивысшие позиции | Продажи и сертификаты         |
| Информация                                                                       | США               | Великобритания    | Канада            | Япония            | Продажи и сертификаты         |
| -------------------------------------------------------------------------------- | ----------------- | ----------------- | ----------------- | ----------------- | ----------------------------- |
| Tiffany - 1-й студийный альбом - Дата выхода: Май 1987 года                      | 1                 | 2                 | 7                 | 5                 | - Сертификат IFPI: неизвестно |
| Hold an Old Friend's Hand - 2-й студийный альбом - Дата выхода: Ноябрь 1988 года | 17                | -                 | -                 | 18                | - Сертификат IFPI: неизвестно |
| New Inside - 3-й студийный альбом - Дата выхода: Октябрь 1990 года               | -                 | -                 | -                 | 17                | - Сертификат IFPI: неизвестно |
| Dreams Never Die - 4-й студийный альбом - Дата выхода: Ноябрь 1993 года          | -                 | -                 | -                 | -                 | - Сертификат IFPI: неизвестно |
| The Color of Silence - 5-й студийный альбом - Дата выхода: Ноябрь 2000 года      | -                 | -                 | -                 | -                 | - Сертификат IFPI: неизвестно |
| Dust Off and Dance - 6-й студийный альбом - Дата выхода: Май 2005 года           | -                 | -                 | -                 | -                 | - Сертификат IFPI: неизвестно |
| Just Me - 7-й студийный альбом - Дата выхода: Июнь 2007 года                     | -                 | -                 | -                 | -                 | - Сертификат IFPI: неизвестно |

### Сборники
| Информация                                                                                   | Наивысшие позиции | Наивысшие позиции | Наивысшие позиции | Наивысшие позиции | Продажи и сертификаты         |
| Информация                                                                                   | США               | Великобритания    | Канада            | Япония            | Продажи и сертификаты         |
| -------------------------------------------------------------------------------------------- | ----------------- | ----------------- | ----------------- | ----------------- | ----------------------------- |
| I Saw Him Standing There - Альбом ремиксов (только в Японии) - Дата выхода: 1988             | -                 | -                 | -                 | -                 | - Сертификат IFPI: неизвестно |
| Best of Best - Сборник хитов (только в Японии) - Дата выхода: 1994                           | -                 | -                 | -                 | -                 | - Сертификат IFPI: неизвестно |
| All the Best - Сборник хитов с двумя новыми песнями (только в Сингапуре) - Дата выхода: 1995 | -                 | -                 | -                 | -                 | - Сертификат IFPI: неизвестно |
| Best One - Сборник хитов (только в Японии) - Дата выхода: 1996                               | -                 | -                 | -                 | -                 | - Сертификат IFPI: неизвестно |
| Greatest Hits - Сборник хитов - Дата выхода: 1996                                            | -                 | -                 | -                 | -                 | - Сертификат IFPI: неизвестно |
| I Think We're Alone Now: '80s Hits and More - Переделанные хиты 1980-х - Дата выхода: 2007   | -                 | -                 | -                 | -                 | - Сертификат IFPI: неизвестно |

### Синглы
| Год  | Сингл                                                | Альбом                        | U.S. | U.S. AC | UK | Dance |
| ---- | ---------------------------------------------------- | ----------------------------- | ---- | ------- | -- | ----- |
| 1987 | «Danny»                                              | Tiffany                       | -    | -       | -  |       |
| 1987 | «I Think We're Alone Now»                            | Tiffany                       | 1    | -       | 1  | 23    |
| 1988 | «Could've Been»                                      | Tiffany                       | 1    | 1       | 4  |       |
| 1988 | «I Saw Him Standing There»                           | Tiffany                       | 7    | -       | 8  |       |
| 1988 | «Feelings of Forever»                                | Tiffany                       | 50   | -       | 52 |       |
| 1988 | «All This Time»                                      | Hold An Old Friend's Hand     | 6    | 10      | 47 |       |
| 1989 | «Radio Romance»                                      | Hold An Old Friend's Hand     | 35   | -       | 13 |       |
| 1989 | «Hold an Old Friend’s Hand»                          | Hold An Old Friend's Hand     | -    | 27      | -  |       |
| 1989 | «It's the Lover (Not the Love)»                      | Hold An Old Friend's Hand     | -    | -       | -  | -     |
| 1989 | «Oh Jackie» 1                                        | Hold An Old Friend's Hand     | -    | -       | -  | -     |
| 1990 | «I Always Thought I’d See You Again»                 | Jetsons: The Movie Soundtrack | -    | -       | -  | -     |
| 1990 | «New Inside»                                         | New Inside                    | -    | -       | -  | -     |
| 1990 | «Here in My Heart»                                   | New Inside                    | -    | -       | -  | -     |
| 1991 | «Back in the Groove» 1                               | New Inside                    | -    | -       | -  | -     |
| 1991 | «Voices That Care»                                   | Только сингл                  | 11   | 6       | -  | -     |
| 1993 | «If Love Is Blind» 1                                 | Dreams Never Die              | -    | -       | -  | -     |
| 1994 | «Can’t You See» 1                                    | Dreams Never Die              | -    | -       | -  | -     |
| 2000 | «I’m Not Sleeping»                                   | The Color of Silence          | -    | -       | -  | -     |
| 2000 | «Open My Eyes»                                       | The Color of Silence          | -    | -       | -  | -     |
| 2005 | «Be with U Tonite»                                   | Dust Off and Dance            | -    | -       | -  | -     |
| 2006 | «Na Na Na»                                           | Dust Off and Dance            | -    | -       | -  | -     |
| 2007 | «Feels Like Love»                                    | Just Me                       | -    | -       | -  | -     |
| 2007 | «Higher» 2                                           | Только сингл                  | -    | -       | -  | 19    |
| 2008 | «Dust Off And Dance» (при участии Hydra Productions) | Hydra Productions: Liquid     | -    | -       | -  | -     |

Примечания
- 1 Выходили только в Азии
- 2 Достигли 19 позиции чарта Billboard Dance

### Клипы
| Год  | Видео                      | Режиссёр            |
| ---- | -------------------------- | ------------------- |
| 1987 | «I Think We’re Alone Now»  | George Tobin        |
| 1987 | «Could’ve Been»            |                     |
| 1987 | «I Saw Him Standing There» |                     |
| 1987 | «Feelings of Forever»      |                     |
| 1988 | «All This Time»            |                     |
| 1988 | «Radio Romance»            |                     |
| 1990 | «Here In My Heart»         | Doug Nichol         |
| 1993 | «Can’t You See»            |                     |
| 2007 | «Feels Like Love»          | Michael Stratigakis |